# Preuswald
Preuswald ist eine Siedlung im Süden der Stadt Aachen. Benannt wurde sie nach dem gleichnamigen umliegenden Waldgebiet, welcher von Preuse (Grenze) abgeleitet ist. 

## Lage
Die Siedlung liegt im Stadtteil Aachen-Mitte am Südrand des Aachener Waldes auf einer Höhe von 220 m nahe der Grenze zu Belgien. Das Dreiländereck Deutschland-Belgien-Niederlande liegt nordwestlich in 2,5 Kilometer Entfernung. Die Siedlung ist von der Lütticher Straße (B264) aus zugänglich. Südlich der Siedlung Preuswald erstreckt sich das Straßendorf Bildchen entlang der Lütticher Straße. Als besondere Attraktion befindet sich in unmittelbarer Nähe der erste und derzeit einzige Kletterwald Aachens. Nördlich der Siedlung liegt der Sendeturm Mulleklenkes.
Im öffentlichen Personennahverkehr ist Bildchen mit den AVV-Buslinie 2 der ASEAG zu erreichen, abends verkehren einzelne Fahrten der Linie 24. An Wochenenden fährt zusätzlich ein Nachtbus.
| Linie | Verlauf |
| ----- | --- |
| 2     | Preuswald – Kaiser-Friedrich-Park – Misereor – Elisenbrunnen – Aachen Bushof – Kaiserplatz – Josefskirche – Kennedypark – Geschwister-Scholl-Gymnasium – Hansmannstraße (Bahnhof) – Eilendorf Schubertstraße         |
| 24    | Kelmis (B) – Bildchen Grenze (D) – (Preuswald –) Franziskushospital – Jüdischer Friedhof – Schanz – Elisenbrunnen – Aachen Bushof                                                                                    |
| N7    | Nachtexpress: nur in den Nächten vor Samstagen sowie Sonn- und Feiertagen (Aachen Bushof →) Elisenbrunnen – Karlsgraben – Schanz – Hanbruch – Kronenberg – Preusweg – (Preuswald →) Bildchen Grenze (D) – Kelmis (B) |

## Geschichte
Der Preuswald war bereits Ende des 19. Jahrhunderts der Luftkurort der gehobenen Aachener Bevölkerung. Zu diesem Zweck wurde hier das Kaiser-Wilhelm-Genesungsheim errichtet, aus dem sich später das Zentrum für Kinder-, Jugend- und Familienhilfe Maria im Tann entwickelte.
Die Gemeinnützigen Heimstätten-, Spar- und Bau-Aktiengesellschaft, kurz GEHAG, in Zusammenarbeit mit dem Planungsamt der Stadt Aachen hatten die Idee zur Siedlung Preuswald entwickelt und als Satzungsbeschluss 1967 festgeschrieben. Im selben Jahr legte die GEHAG einen ersten Entwurf vor. 
In den Jahren 1968 bis 1980 entstanden im Preuswald in mehreren Bauabschnitten 625 Wohneinheiten, die Eigentum der GEHAG waren.
Größter Wohneigentümer ist heute die Vonovia SE, vormals Deutsche Annington, der dort die Wohnungen der GEHAG gehören. 2008 hatte Preuswald 2055 Einwohner.
Kirchlich betreut wird Preuswald mit Bildchen und der Zollsiedlung von dem 1976 eingerichteten „Gemeindezentrum Maria im Tann“ und ist ab 2010 als Sprengel der Pfarre St. Jakob eingegliedert worden.

## Aktuelle Entwicklungen
Der Preuswald fungiert als Pilotmodell für die Stadterneuerung, die von der Stadt Aachen zur Aufwertung städtischer Quartiere ins Leben gerufen wurde. Hierzu gibt es zum einen seit 2010 die Stadtteilkonferenz Preuswald und zum anderen seit 2011 das Stadtteilbüro in der Reimser Straße 76. Im Jahr 2015 wurde die Stadterneuerungs- und Stadtenwicklungsgesellschaft NRW mbH damit beauftragt, ein Konzept zur Quartiersentwicklung zu entwerfen. Neben neuen Möglichkeiten für die Nahversorgung in Form eines Supermarktes und eines Kiosks bezog als Folge der Entwicklung eine Kita 2017 einen Neubau im Viertel. Eine Schule soll 2023 fertig werden.
Neben den Entwicklungen im Infrastrukturbereich wurden auch im Wohnraum umfangreiche Sanierungen vorangetrieben. Das 13-stöckige Hochhaus an der Altenberger Straße 4, höchstes Haus des Viertels, wurde seit 2021 vom Aachener Unternehmen Stadtmarken GmbH kernsaniert und wird aktuell vom Co-Living-Betreiber POHA House verwaltet. Das angrenzende ehemalige Schwimmbad wurde zu Gemeinschaftsräumen und Co-Working-Spaces umgebaut. Dem Projekt wird gezielte Verdrängung vorgeworfen, da nach der Sanierung keiner der ehemaligen Bewohner des Gebäudes zurückkehren konnte und die aktuellen Mieten der möbliert vermieteten Zimmer und Apartments die vorherigen Preise um ein Vielfaches übersteigen.
Im Jahr 2021 wurde zudem mit dem Neubau des „Quartiersparks für alle“ begonnen und am 6. Mai 2023 offiziell eingeweiht.

## Bilder

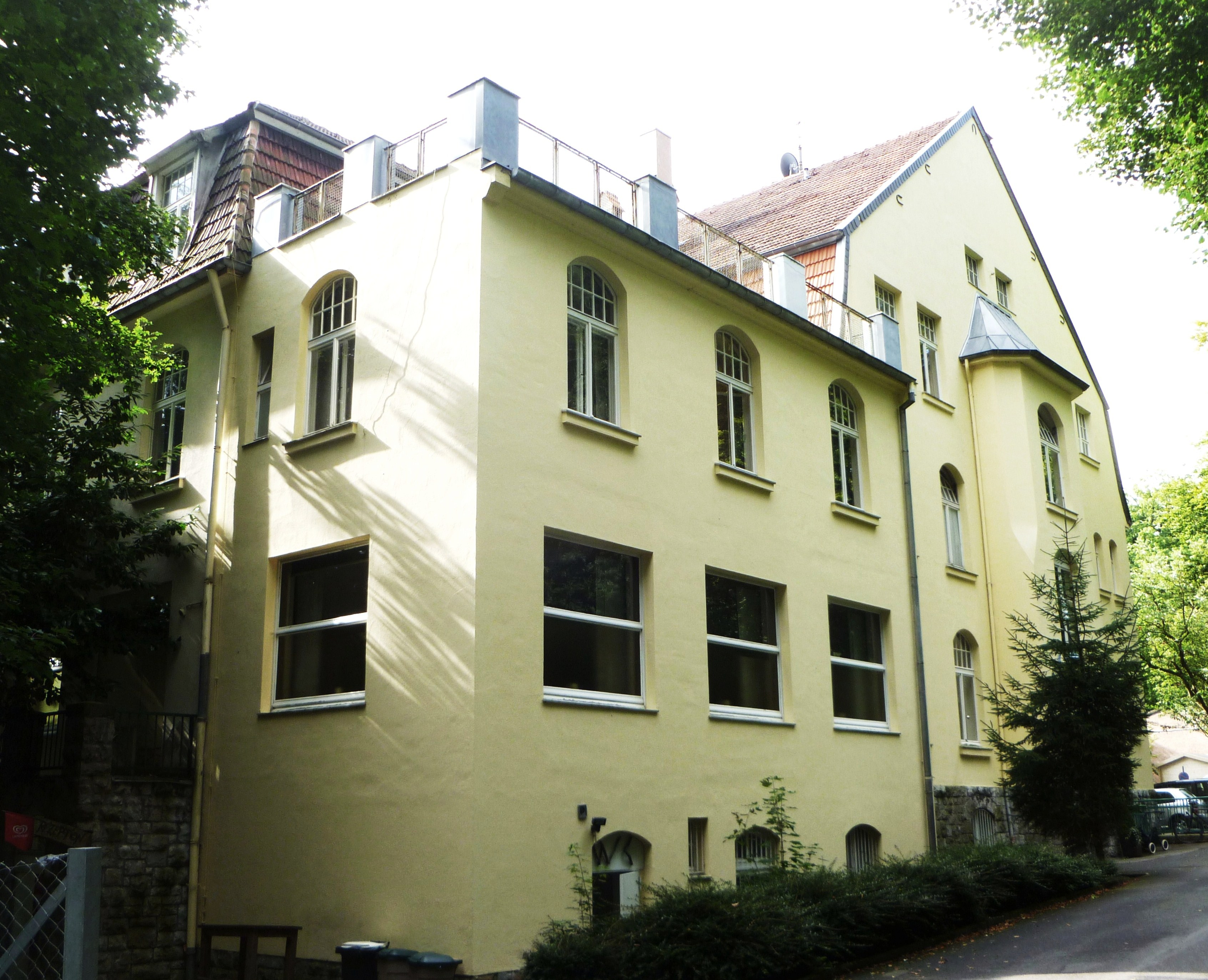
Ehemaliges Genesungsheim, heute Maria im Tann, Zentrum für Kinder-, Jugend- und Familienhilfe
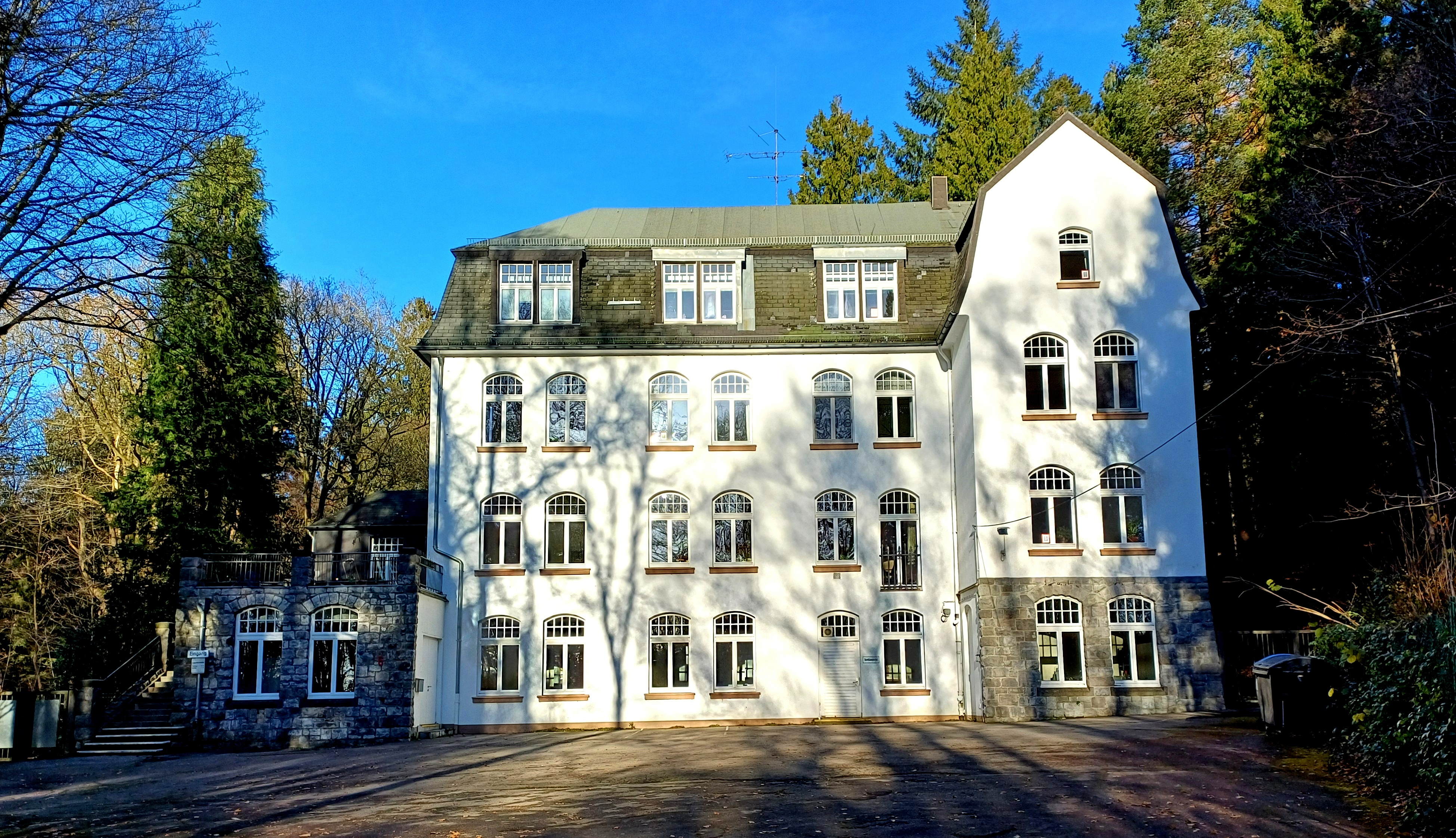
Ehemaliges Genesungsheim, heute Schulgebäude der Jugendberufshilfe
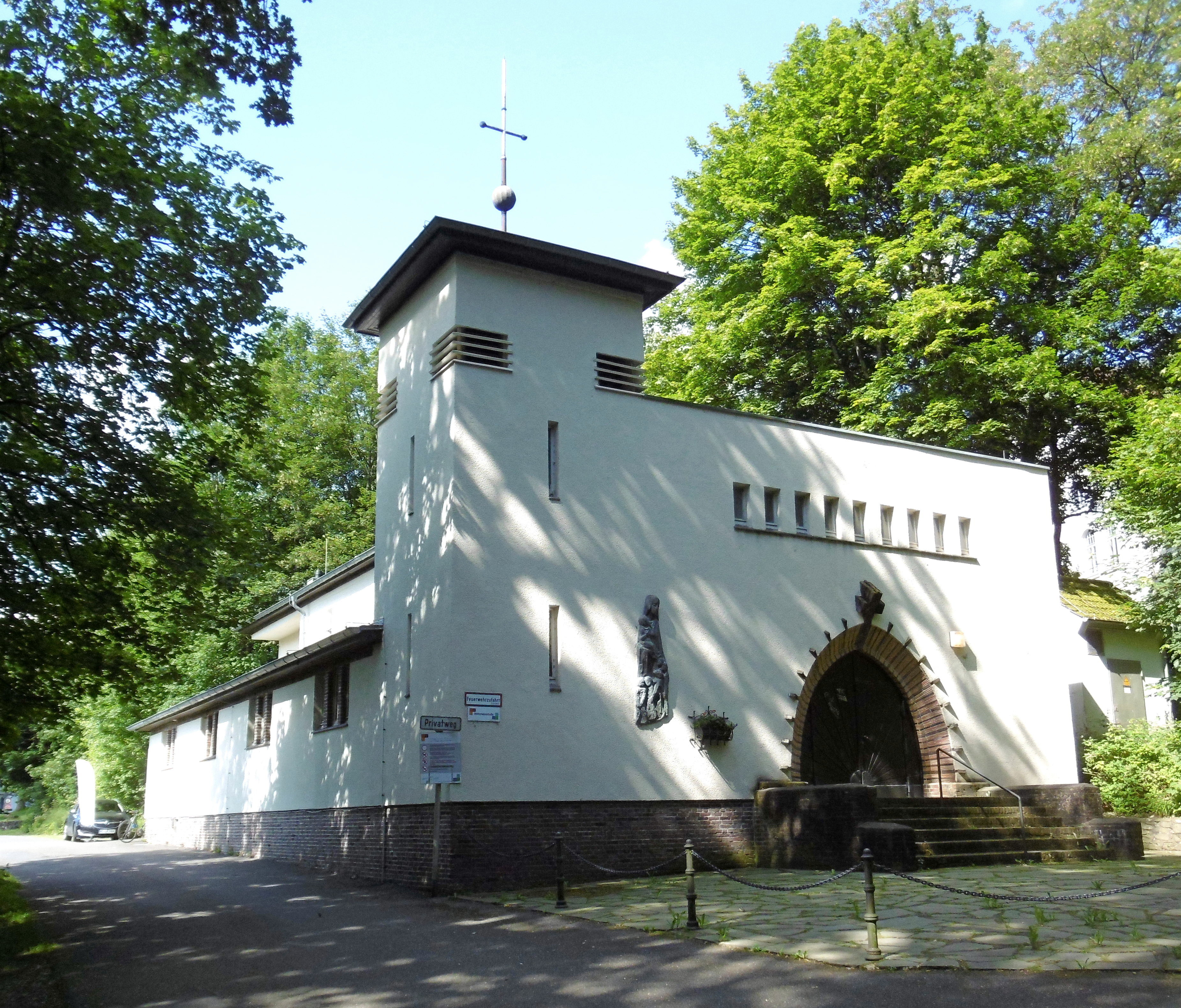
Ehemalige Kapelle des Zentrums für Kinder-, Jugend- und Familienhilfe
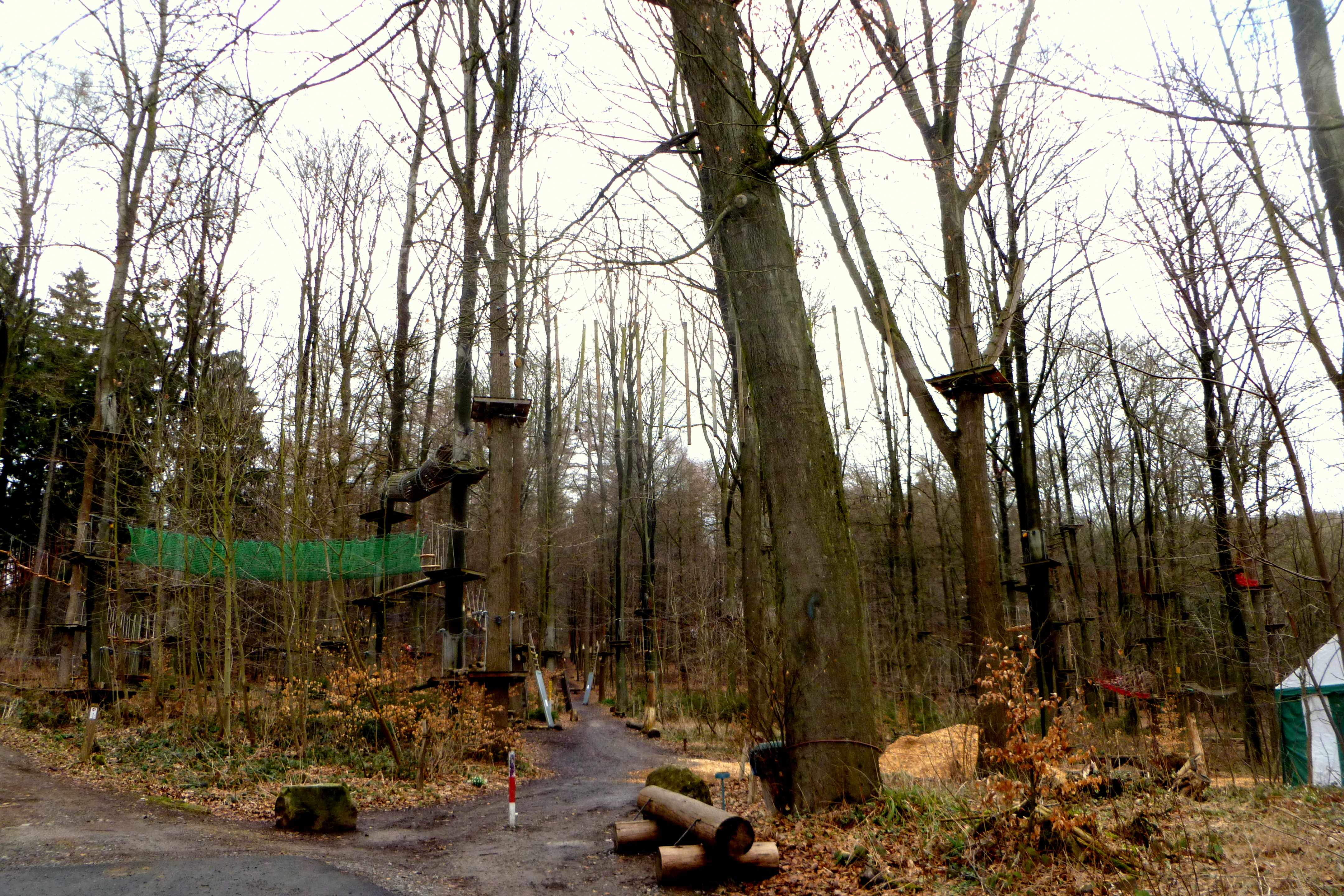
Kletterwald Aachen-Preuswald
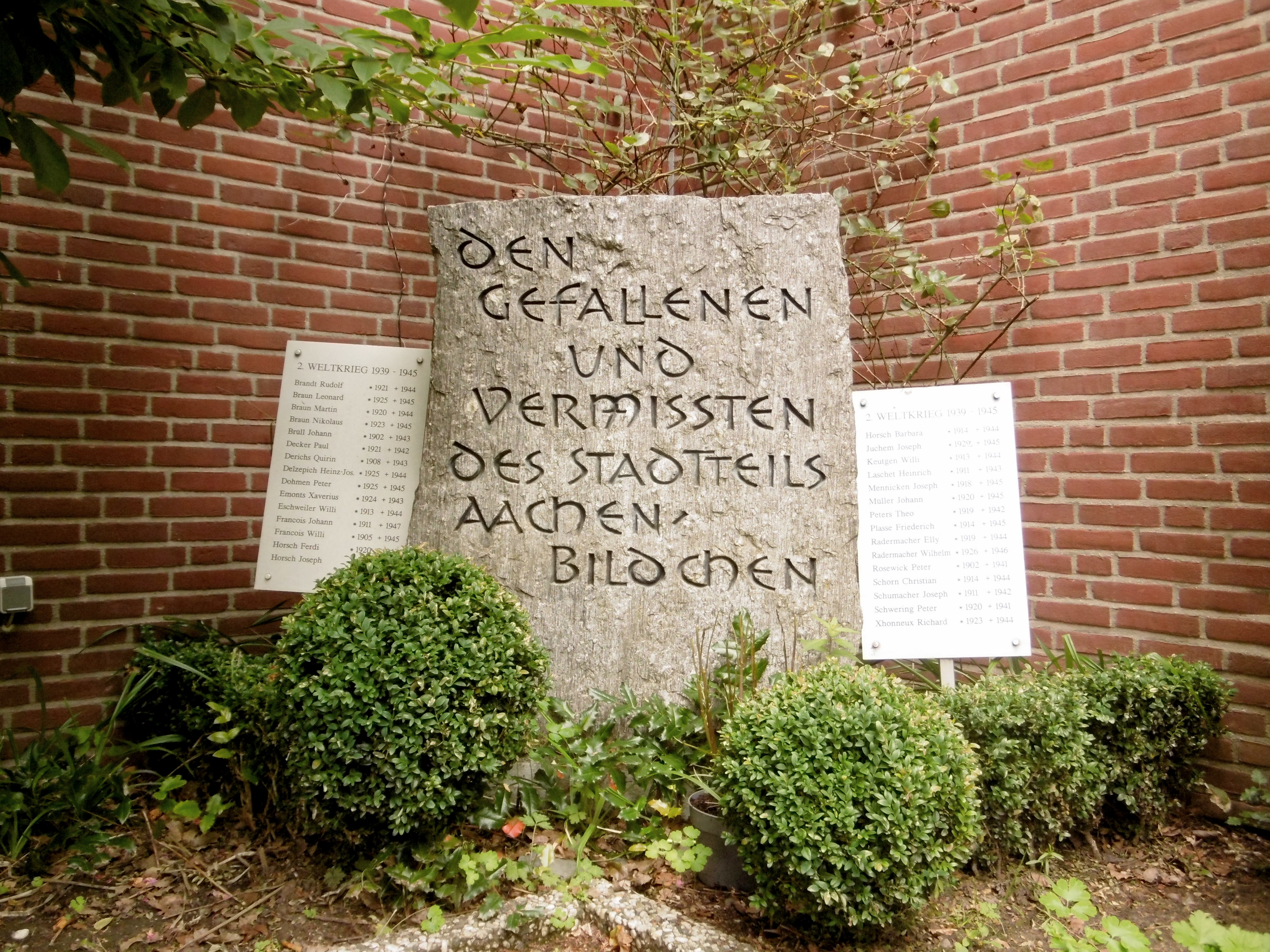
Gedenkstein für die Weltkriegsopfer aus Bildchen am Gemeindezentrum Maria im Tann
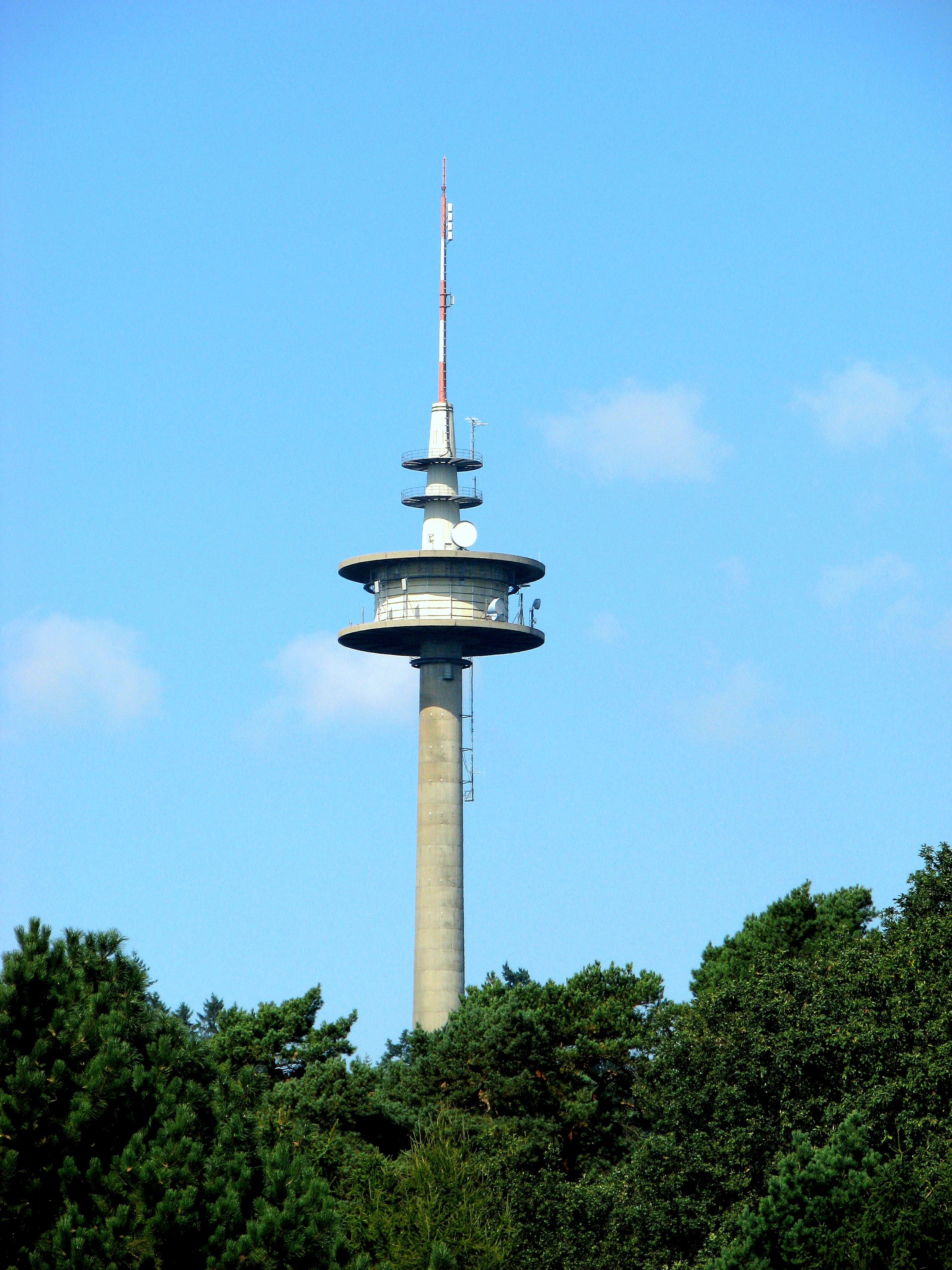
Mulleklenkes